# Championnat d'Algérie féminin de handball
Le Championnat d'Algérie de handball féminin voit le jour en 1968. L'organisation de la compétition est prise en charge par la Fédération algérienne de handball. 
Actuellement, la « Division 1 » compte 12 clubs. Le champion en titre est le HBC El Biar. le club le plus titré est la MC Alger avec 26 titres remportés entre 1986 et 2019.

## Palmarès

### Palmarès saison par saison
| Édition | Saison    | Champion          |
| ------- | --------- | ----------------- |
| 1       | 1968-1969 | GCS Alger         |
| 2       | 1969-1970 | GCS Alger         |
| 3       | 1970-1971 | CJS Alger         |
| 4       | 1971-1972 | CJS Alger         |
| 5       | 1972-1973 | GSF Oran          |
| 6       | 1973-1974 | CS DNC Alger      |
| 7       | 1974-1975 | NA Hussein Dey    |
| 8       | 1975-1976 | NA Hussein Dey    |
| 9       | 1976-1977 | Nadit Constantine |
| -       | 1977-1978 | Non joué          |
| 10      | 1978-1979 | Nadit Alger       |
| -       | 1979-1980 | non joué          |
| -       | 1980-1981 | non joué          |
| 11      | 1981-1982 | Nadit Alger       |
| 12      | 1982-1983 | Nadit Alger       |
| 13      | 1983-1984 | Nadit Alger       |
| 14      | 1984-1985 | Nadit Alger       |
| 15      | 1985-1986 | MC Alger          |
| 16      | 1986-1987 | IRB El Biar       |

| Édition | Saison    | Champion       |
| ------- | --------- | -------------- |
| 17      | 1987-1988 | MC Alger       |
| 18      | 1988-1989 | NA Hussein Dey |
| 19      | 1989-1990 | ERC Alger      |
| 20      | 1990-1991 | NA Hussein Dey |
| 21      | 1991-1992 | MC Alger       |
| 22      | 1992-1993 | ERC Alger      |
| 23      | 1993-1994 | MC Alger       |
| 24      | 1994-1995 | MC Alger       |
| 25      | 1995-1996 | MC Alger       |
| 26      | 1996-1997 | Nadit Alger    |
| 27      | 1997-1998 | MC Alger       |
| 28      | 1998-1999 | MC Alger       |
| 29      | 1999-2000 | MC Alger       |
| 30      | 2000-2001 | MC Alger       |
| 31      | 2001-2002 | MC Alger       |
| 32      | 2002-2003 | MC Alger       |
| 33      | 2003-2004 | MC Alger       |
| 34      | 2004-2005 | MC Alger       |
| 35      | 2005-2006 | MC Alger       |

| Édition | Saison    | Champion          |
| ------- | --------- | ----------------- |
| 36      | 2006-2007 | MC Alger          |
| 37      | 2007-2008 | MC Alger          |
| 38      | 2008-2009 | GS pétroliers     |
| 39      | 2009-2010 | GS pétroliers     |
| 40      | 2010-2011 | GS pétroliers     |
| 41      | 2011-2012 | GS pétroliers     |
| 42      | 2012-2013 | GS pétroliers     |
| 43      | 2013-2014 | GS pétroliers     |
| 44      | 2014-2015 | HBC El Biar       |
| 45      | 2015-2016 | GS pétroliers     |
| 46      | 2016-2017 | GS pétroliers     |
| 47      | 2017-2018 | HBC El Biar       |
| 48      | 2018-2019 | GS pétroliers     |
| -       | 2019-2020 | Annulé (covid-19) |
| -       | 2020-2021 | Annulé (covid-19) |
| 49      | 2021-2022 | HBC El Biar       |
| 50      | 2022-2023 | HBC El Biar       |
| 51      | 2023-2024 | HBC El Biar       |
| 52      | 2024-2025 |                   |

### Bilan
Après la 49e édition en 2022, le bilan est :
| Club                            | Titres | Années |
| ------------------------------- | ------ | --- |
| GS pétroliers/MC Alger          | 26     | 1986, 1988, 1992, 1994, 1995, 1996, 1998, 1999, 2000, 2001, 2002, 2003, 2004, 2005, 2006, 2007, 2008, 2009, 2010, 2011, 2012, 2013, 2014, 2016, 2017, 2019 |
| Nadit Alger                     | 6      | 1979, 1982, 1983, 1984, 1985, 1997 |
| HBC El Biar                     | 6      | 1987, 2015, 2018, 2022, 2023, 2024 |
| NA Hussein Dey                  | 4      | 1975, 1976, 1989, 1991 |
| OC Alger (ex. DNC et ERC Alger) | 3      | 1974, 1990, 1993 |
| GCS Alger                       | 2      | 1969, 1970 |
| CJS Alger                       | 2      | 1971, 1972. |
| GSF Oran                        | 1      | 1973 |
| Nadit Constantine               | 1      | 1977 |
| Total                           | 49     | 1969-2022 |

## Résultats Détaillés

### Édition 1986-1987
Le tournoi final a eu lieu début juillet 1987 dans la salle du CSF de Ben Aknoun. Les résultats sont :
- Journée 1
  - MP Alger et IRB El Biar 7-7
  - MP Oran bat Nadit Alger 11-09
- Journée 2
  - IRB El Biar bat MP Oran 12-11
  - MP Alger bat Nadit Alger 6-4
- Journée 3, vendredi 3 juillet 1987 :
  - IRB El Biar bat Nadit Alger 8-7
  - MP Oran bat MP Alger 13-11

Le classement final est :
|   | Équipe      | Pts | J | G | N | P | Bp | Bc | Diff |
| - | ----------- | --- | - | - | - | - | -- | -- | ---- |
| 1 | IRB El Biar | 5   | 3 | 2 | 1 | 0 | 27 | 25 | 2    |
| 2 | MP Oran     | 4   | 3 | 2 | 0 | 1 | 35 | 31 | 4    |
| 3 | MP Alger    | 3   | 3 | 1 | 1 | 1 | 24 | 24 | 0    |
| 4 | Nadit Alger | 0   | 3 | 0 | 0 | 3 | 20 | 23 | -3   |

### Édition 1990-1991
La dernière journée de la poule finale a été disputée le dimanche 26 mai 1991 à la salle Harcha Hassen à Alger :
- NA Hussein Dey bat Nadit Alger 17-14
- ERC Alger bat IRB El Biar 26-11

Le classement final est alors :
1. NA Hussein Dey, 5 pts d'avance sur le deuxième.
2. ERC Alger
3. Nadit Alger
4. IRB El Biar

Source
- Al-Salem du mercredi 28 mai 1991 page 10.

### Édition 1992-1993
Le tournoi final a eu lieu les samedi 5 et dimanche 6 juin 1993 à Alger. Les résultats sont :               
- IRB/ERC Alger bat Nadit Alger 13-7
- NA Hussein Dey bat MC Alger 22-21
- MC Alger bat Nadit Alger 20-17
- IRB/ERC Alger bat NA Hussein Dey 16-13
- Nadit Alger bat NA Hussein Dey 28-22
- MC Alger bat IRB/ERC Alger 16-14.

Le classement final est :
|   | Équipe         | Pts | J | G | N | P | Bp | Bc | Diff |
| - | -------------- | --- | - | - | - | - | -- | -- | ---- |
| 1 | ERC Alger      | 4   | 3 | 2 | 0 | 1 | 43 | 36 | 7    |
| 2 | MC Alger       | 4   | 3 | 2 | 0 | 1 | 57 | 53 | 4    |
| 3 | Nadit Alger    | 2   | 3 | 1 | 0 | 2 | 52 | 55 | -3   |
| 4 | NA Hussein Dey | 2   | 3 | 1 | 0 | 2 | 57 | 65 | -8   |

### Édition 1995-1996
Lors de la dernière journée des play-offs, le MC Alger a battu 22 à 17 le Nadit Alger le vendredi 28 juin 1996 à la salle Hassen Moutchou d'Aïn Bénian.
Le classement final des play-offs est alors :
1. MC Alger,  15 points, Champion d'Algérie ;
2. Nadit Alger, 11 points ;
3. IRB/ECT Alger, 7 points ;
4. RIJ Alger (université), 0 points.

Sources :
- El Alem Es Siyassi n°24 du samedi 29 juin 1996 / 13 safer 1417 hégire, page 24.
- El Khabar du dimanche 30 juin 1996 / 14 safer 1417 hégire, page 16.